# 长尾异赛瓜参
长尾异赛瓜参（学名：[Allothyone longicauda] 错误：{{Lang}}：文本有斜体标记（帮助））为沙鸡子科异赛瓜参属的动物。分布于日本以及中国大陆的大连等地，一般栖息于水深47以及5米的砂质泥底。该物种的模式产地在日本或中国。
种加词 longicauda 意为“长尾的”。